# Aricidea neosuecica
Aricidea neosuecica är en ringmaskart som beskrevs av Hartman och Ramos 1965 sensu Laubier . Aricidea neosuecica ingår i släktet Aricidea och familjen Paraonidae. Utöver nominatformen finns också underarten A. n. nipponica.